# Hyptis caduca
Hyptis caduca là một loài thực vật có hoa trong họ Hoa môi. Loài này được Epling mô tả khoa học đầu tiên năm 1937.